# Ваповский (лунный кратер)
Кратер Ваповский (лат. Wapowski) — маленький ударный кратер в южной приполярной области видимой стороны Луны. Название присвоено в честь польского картографа XVI века Бернарда Вапо́вского (1450—1535) и утверждено Международным астрономическим союзом в 2009 г. 

## Описание кратера
Кратер находится в юго-восточной части кратера Скотт. Ближайшими соседями кратера являются маленькие кратеры Фон Байер и Сведберг на востоке-северо-востоке; большой кратер Амундсен на юго-востоке и большой кратер Нобиле на юго-востоке. Селенографические координаты центра кратера 83°05′ ю. ш. 53°47′ в. д. / 83,08° ю. ш. 53,79° в. д., диаметр 11,5 км, глубина 1,9 км.
Кратер имеет чашеобразную форму и практически не подвергся разрушению. Высота вала над окружающей местностью 430 м, объем кратера составляет приблизительно 60 км³. 

## Сателлитные кратеры
Отсутствуют.